# 李克強内閣
李克強内閣（りこくきょうないかく）は、中華人民共和国の李克強国務院総理が発足させた内閣。李克強が国務院総理を2期務めたため、内閣は第1次と第2次が存在する。
2013年3月15日の第12期全人代第1次会議で、李克強は温家宝を引き継いで国務院総理に就任した。翌16日に中華人民共和国憲法の定めに従い内閣の閣僚名簿を全国人民代表大会に提出して裁可され、第1次内閣を正式に発足させた。
2018年3月18日の第13期全人代第1次会議にて国務総理に再選され、翌19日に内閣の閣僚名簿を全国人民代表大会に提出して裁可され、新たに第2次内閣を正式に発足させた。

## 内閣名簿
| 役職                       | 名前                      | 党派       |
| -------------------------- | ------------------------- | ---------- |
| 外交部部長                 | 王毅（国務委員兼任）      | 中国共産党 |
| 国防部部長                 | 魏鳳和（国務委員兼任）    | 中国共産党 |
| 国家発展改革委員会主任     | 何立峰                    | 中国共産党 |
| 教育部部長                 | 陳宝生                    | 中国共産党 |
| 科学技術部部長             | 王志剛                    | 中国致公党 |
| 工業情報化部部長           | 苗圩                      | 中国共産党 |
| 国家民族事務委員会主任     | バトル (巴特爾)（蒙古族） | 中国共産党 |
| 公安部部長                 | 趙克志（国務委員兼任）    | 中国共産党 |
| 国家安全部部長             | 陳文清                    | 中国共産党 |
| 国家監察委員會主任         | 楊曉渡                    | 中国共産党 |
| 民政部部長                 | 黄樹賢                    | 中国共産党 |
| 司法部部長                 | 傅政華                    | 中国共産党 |
| 財政部部長                 | 劉昆                      | 中国共産党 |
| 人力資源社会保障部部長     | 張紀南                    | 中国共産党 |
| 自然資源部部長             | 陸昊                      | 中国共産党 |
| 生態環境部部長             | 李干傑                    | 中国共産党 |
| 住宅都市農村建設部部長     | 王蒙徽                    | 中国共産党 |
| 交通運輸部部長             | 李小鵬                    | 中国共産党 |
| 水利部部長                 | 鄂竟平                    | 中国共産党 |
| 農業農村部部長             | 韓長賦                    | 中国共産党 |
| 商務部部長                 | 鐘山                      | 中国共産党 |
| 文化和旅遊部部長           | 雒樹剛                    | 中国共産党 |
| 国家衛生計画出産委員会主任 | 馬曉偉                    | 中国共産党 |
| 中国人民銀行行長           | 易綱                      | 中国共産党 |
| 審計署審計長               | 胡沢君（女）              | 中国共産党 |
| 退役軍人事務部部長         | 孫紹騁                    | 中国共産党 |

## 内閣の特徴
科学技術部部長の万鋼は2007年に温家宝内閣に入閣し、この李克強内閣でも留任したが、彼は中国致公党の党首で、非共産党党員としては1972年以降初の入閣だった。

## 内閣改造
1. 2014年6月27日、住宅都市農村建設部部長の姜偉新が更迭され、陳政高が後任になった[5]。
2. 2014年12月28日、文化部部長の蔡武が更迭され、雒樹剛が後任になった[6]。
3. 2015年1月27日、環境保護部部長の周生賢が更迭され、陳吉寧が後任になった。陳吉寧は李克強内閣のうち最年少となった[7]。